# Syllitus rectus
Syllitus rectus är en skalbaggsart som först beskrevs av Newman 1841.  Syllitus rectus ingår i släktet Syllitus och familjen långhorningar. Inga underarter finns listade i Catalogue of Life.

## Bildgalleri

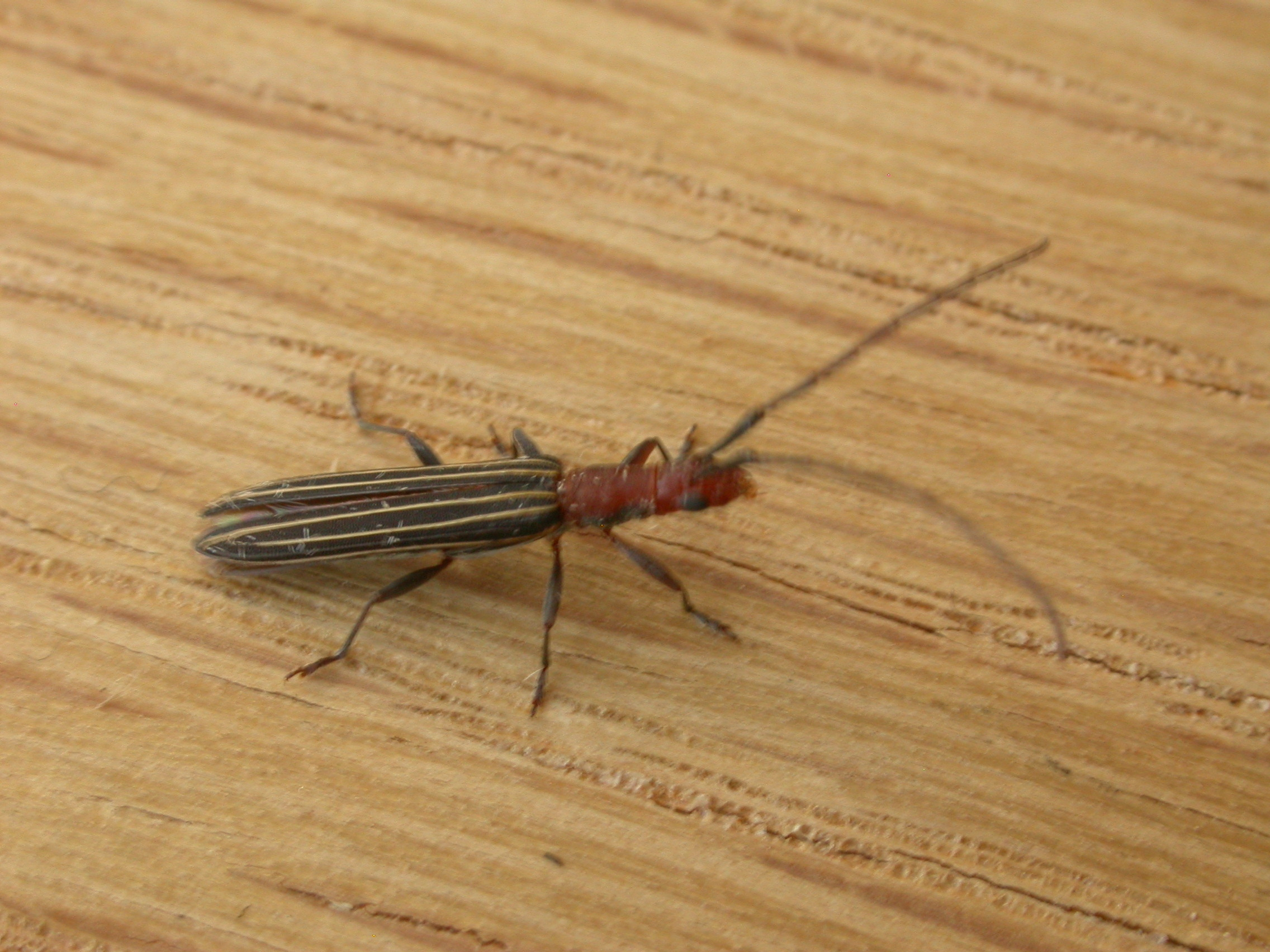
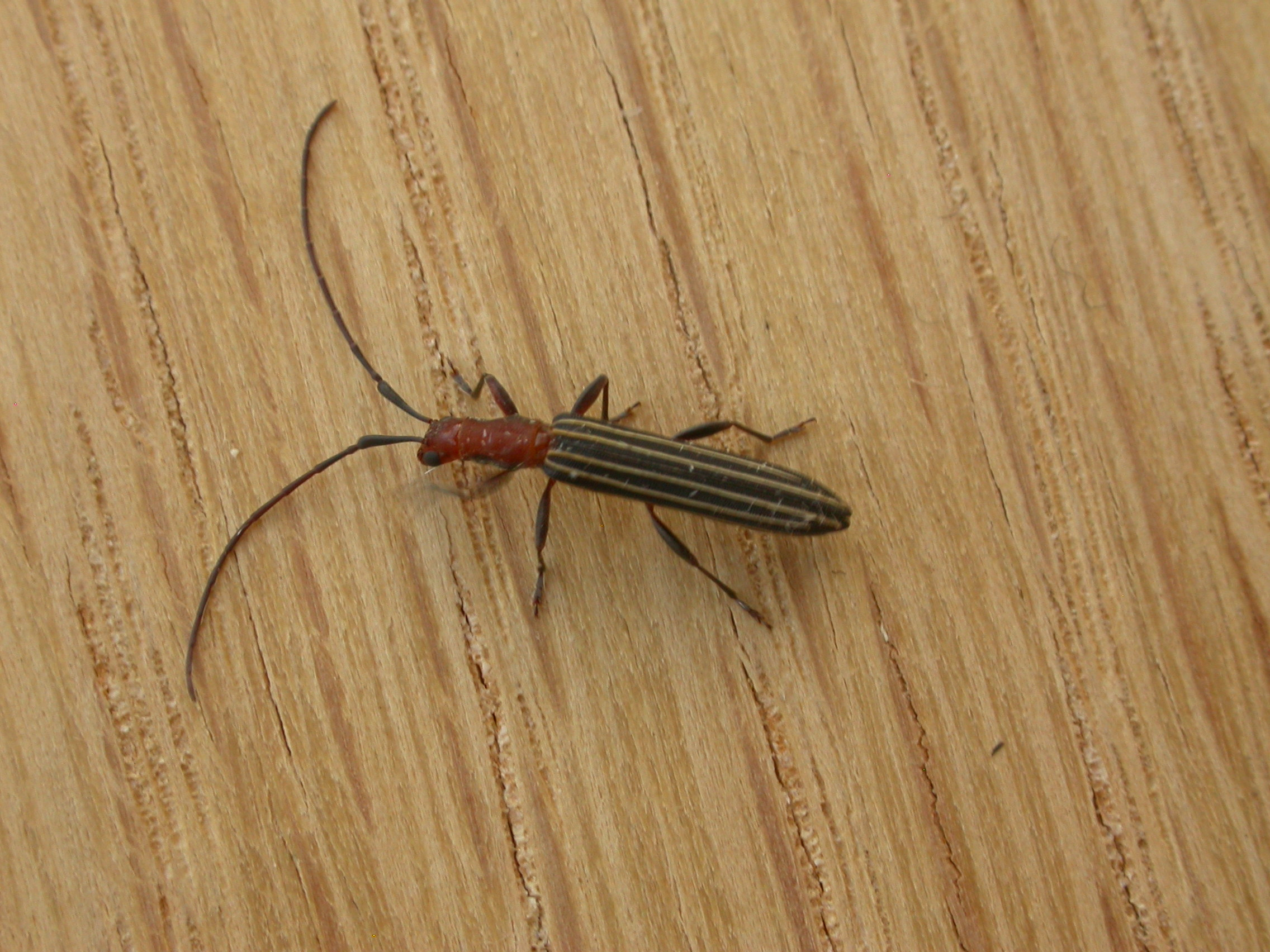
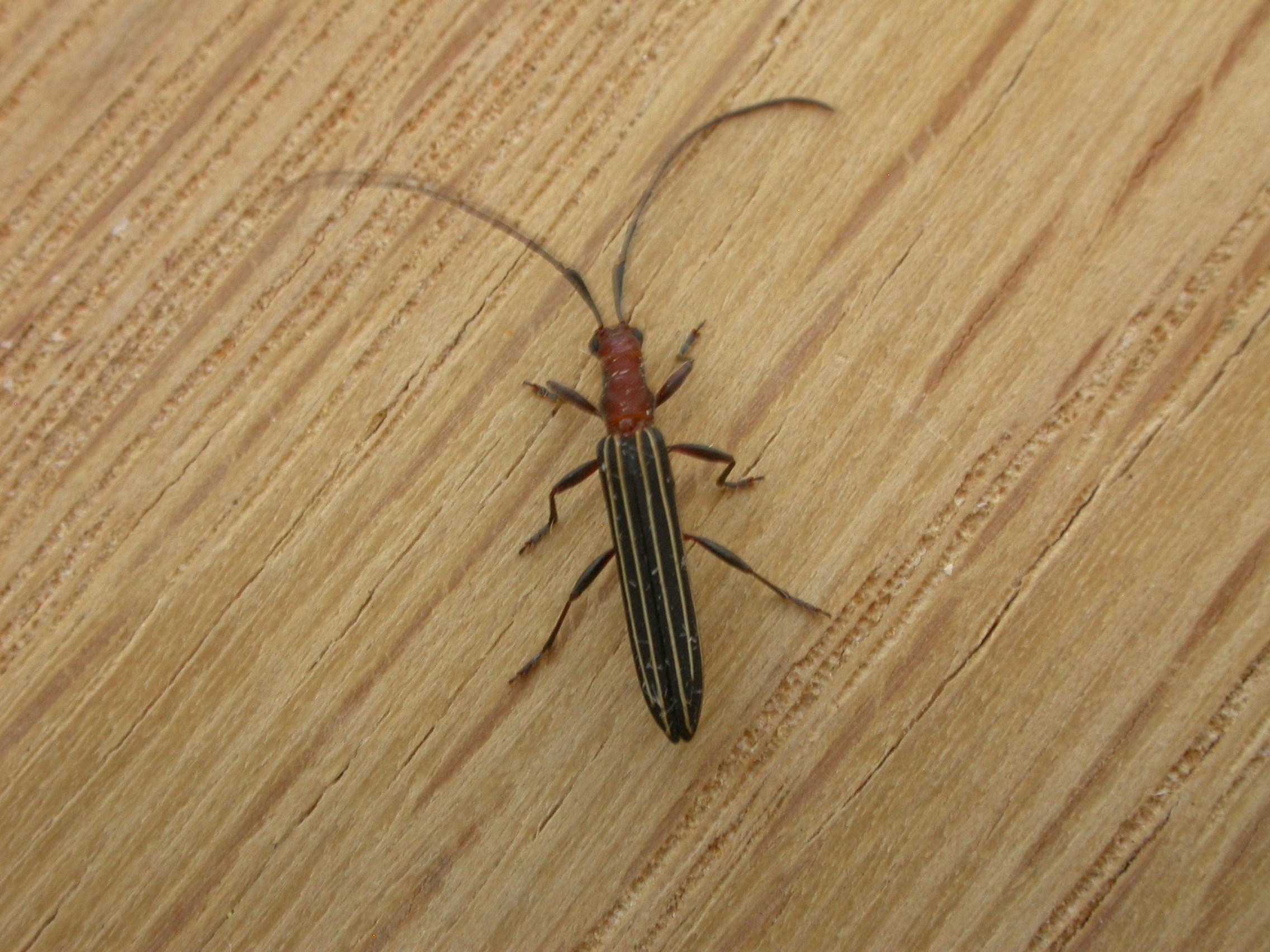
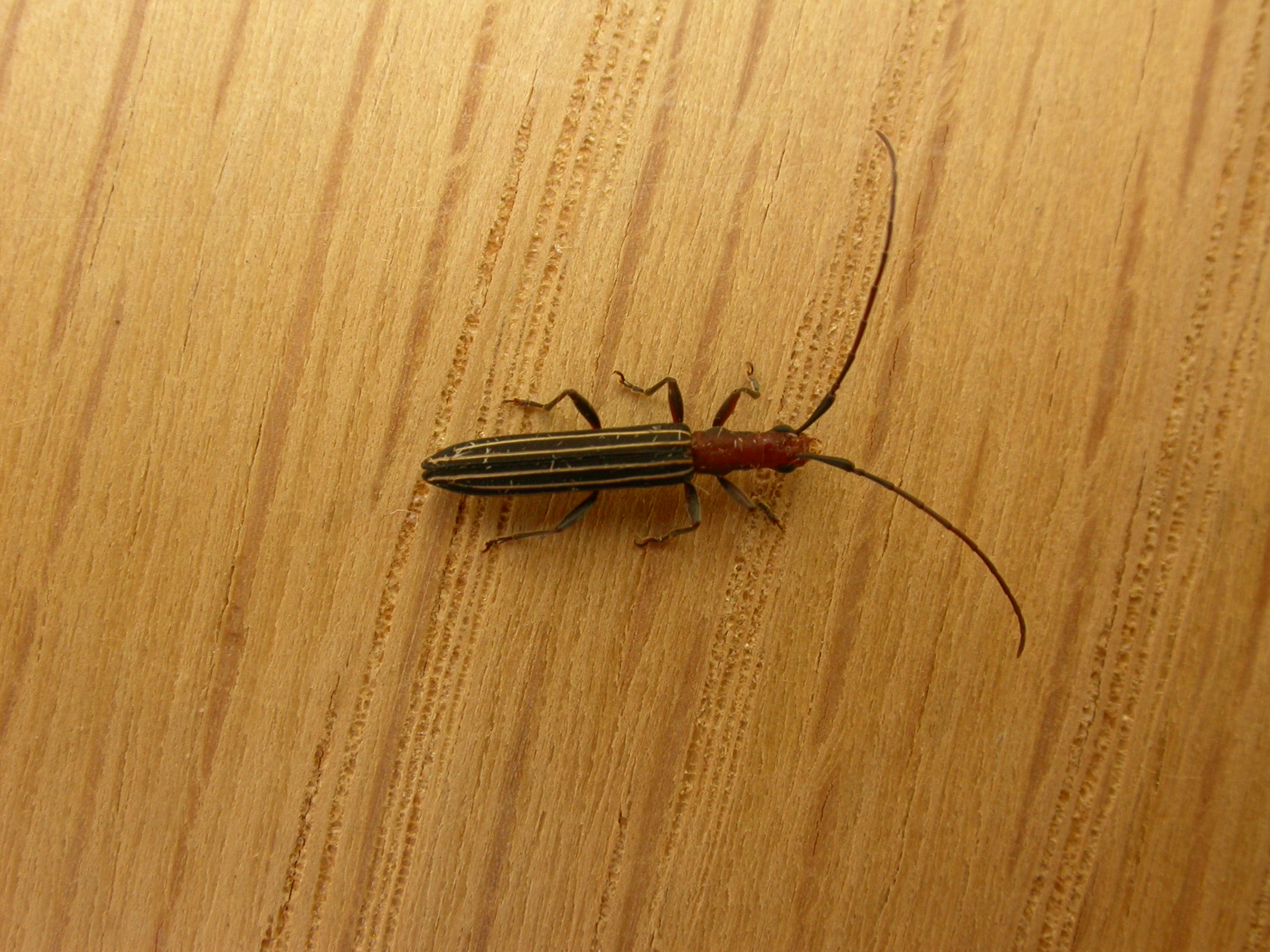